# 플리퍼 작전
플리퍼 작전(Operation Flipper)은 1941년 11월 10일부터 11월 18일까지 제2차 세계 대전의 서부 사막 전역에서 일어난 작전이다. 나치 독일의 에르빈 롬멜 사령관을 납치 및 사살하기 위한 크루세이더 작전의 일부로 진행되었다.